# Nimmermehr
Nimmermehr ist das siebte Studioalbum der deutschen Rockband Mono Inc. Es erschien am 9. August 2013 und ist das erste Album der Band, das Songs in deutscher Sprache enthält. Nimmermehr stieg in der ersten Woche nach Veröffentlichung auf Platz 3 der Album-Charts ein und war nach Viva Hades das zweite Mono Inc. Album, das eine Platzierung in den Top 10 der deutschen Albumcharts erreichte.

## Entstehung
Nach dem überraschenden Erfolg des 2012 erschienenen Vorgängeralbums „After the War“, das zwischenzeitlich auf Platz 6 der Albumcharts stand, standen Mono Inc. nach eigener Aussage vor der Entscheidung, beim nächsten Album auf Altbewährtes zu setzen, oder neue Pfade zu beschreiten. Um kein reines Fortsetzungsalbum zu schaffen, entschied man sich für einen Stilwechsel und dazu, erstmals Songs in deutscher Sprache aufzunehmen.
Nachdem Mono Inc. einen Remix für Joachim Witts Song Gloria beisteuerten, entstand eine Zusammenarbeit zwischen Witt und Martin Engler. In einem von Engler als „Club der lebenden Dichter“ bezeichneten Freundschafts- und Arbeitsverhältnis entstand die Idee zum Duett „Kein Weg zu weit“. Der Song wurde erstmals auf dem Blackfield Festival 2013 in Gelsenkirchen live aufgeführt.

## Titelliste
1. Heile, heile Segen
2. Seligkeit
3. My Deal with God
4. Kein Weg zu weit (feat. Joachim Witt)
5. Euthanasia
6. Alles was bleibt
7. The Clock Ticks On
8. A Better Way to Die
9. Herzschlag
10. Days Like This
11. Ich teile dich nicht
12. Nimmermehr

## Musikstil
Im Gegensatz zu allen bisherigen erschienenen Alben enthält Nimmermehr erstmals Stücke in deutscher Sprache. Sänger Martin Engler hatte in der Vergangenheit das Fehlen deutschsprachiger Songs damit begründet, dass die Texte dadurch international verständlich seien. Die Abkehr von rein englischsprachigen Werken entstand nach Aussage Englers durch die enge Zusammenarbeit mit Joachim Witt, und als Reaktion auf den Wunsch der Fans nach Titeln in deutscher Sprache.

## Rezeption
Die Rezeption in der Musikpresse war zur Veröffentlichung gespalten. Das Musikmagazin Metal.de lobte die Kollaboration mit Witt sowie den Mut zu deutschen Texten und urteilte abschließend:

„In zehn Jahren mit knapp einem Jahr Zeit zwischen "Nimmermehr" und dem Vorgängerwerk "After The War" wird mit "Nimmermehr" deutlich, dass das Arbeitstempo der Hamburger hoch bleibt und die Band den Blick für Innovationen und neue Klänge nicht verloren hat.“

Laut.de kritisierte das Album als Kombination aus einem „wenig innovativen aber sehr gängigen angedunkelten Stromgitarrenteppich“, „Melodien von kirmestauglicher Eingängigkeit“ und einem „Hauch schlageresker Attitüde“.

„Schreckliche Reißbrett-Hymnen von der denkbar kitschigsten Sorte sind keine Seltenheit. "Kein Weg Zu Weit" ist ein untoter Wiedergänger von "Geboren Um zu Leben". Das furchtbare Lied brät dem Hörer samt glöckchenklarem Kinderchor den Schmalz und Schwulst ganzer Jahrhunderte über.“

RockFanatics lobte den gelungenen Mix aus deutschen und englischen Texten, sowie die gute Umsetzung der deutschen Songs, die das Gefühl erwecken würden, Mono Inc. hätten „nie etwas anderes gemacht als Deutsch zu singen“:

„Zusammengefasst ist „Nimmermehr“ ein absoluten Sensationsalbum, das musikalisch komplett neue Wege geht, aber dennoch die Balance zum altbekannten Mono Inc Sound findet. Die Songs sind ein gelungener Mix aus Deutsch und Englisch, der den Fans mehr Auswahl bietet.“

Das Onlinemagazin Mindbreed urteilte, Nimmermehr sei zwar ein „durchaus solides Album“, würde jedoch den Eindruck erwecken, „durch freundlichere Texte, eingänglichere Rhythmen und deutsche Sprache mit aller Macht“ zu versuchen, „bei einem breiten Publikum Fuß“ fassen zu wollen. Metalglory bezeichnete Nimmermehr als „Album, welches mit Abwechslung, Einfallsreichtum und nicht zuletzt mit hoher musikalischer Qualität überzeugt.“

### Kontroverse zu BILD-Promotion
Die Veröffentlichung des Videos zu Kein Weg zu weit erfolgte am 8. August 2013 exklusiv über Bild.de. Im sozialen Netzwerk Facebook äußerten Fans auf der offiziellen Bandseite Unmut über die Kooperation mit Bild.de. Martin Engler veröffentlichte daraufhin am darauf folgenden Tag ein Statement, in dem er mitteilte, dass die Kooperation von Bild.de angeregt wurde, und es ausschließlich darum ginge, möglichst viele für das Thema Kindesmisshandlung, das dem Song zu Grunde liegt, zu sensibilisieren.